# 李紅豪
李紅豪（1991年11月7日—），武漢華中師大一附中學生。因為在自己所著的一篇名為《草见人命》的文章中激烈的抨击中国的政治体制，教育制度等，被老师要求“回家反思”。2010年年初出版了小说《逃花园记》。

## 生平
2007年，李紅豪進入華師一附中成為高一新生。

### 寫作文闖禍
2009年4月23日，华师一附中举行高二年级语文期中考试。看到作文题后，18岁的李红豪改变了想法——题目要求考生根据一段文字材料作文。这段文字的大意是：非洲有一种叫尖毛草的野草，别的草都在往上疯长时，它却一直往地下深处扎根，所以表面看起来长得很慢，但风雨一来，其他草都倒了，而尖毛草却岿然不动。看完材料，李红豪决定放弃其它题目，只写作文，并拟题《草见人命》。他在作文中写道：“在学校里(专制主义)这种情况更是登峰造极。老师说的你不能反驳，不管他说的对不对，否则你便犯了‘顶撞’之罪。从放假、收费等等事可以看出，各学校总是能将圣旨变成剩纸。”
2009年4月27日，正上早自习的李红豪被班主任胡立松从教室叫了出去。据李红豪说，胡立松当时严肃地批评他：“胆子太大了，竟然在考试作文中讽刺老师和学校”，并要他请家长，一起教育他。胡老师还提出，让他“考虑转学或者换班”，“思想没有改变，就不许进教室上课”。

### 逃花園記
不去學校上課後，李紅豪在家閉門創作。早在高一，李红豪就开始笔录学校生活中的点点滴滴，将其浓缩成4万字，作为这部小说的蓝本。2010年初，这本名为《逃花园记》的15万字小说由长江文艺出版社出版发行，印量5000册。书的封面上，写有两句话：一篇考试作文，引发思想地震;愤笔疾书，写就长篇小说。《逃花园记》描写了男主角陆谦的种种校园生活，并借主角之口表达了对社会现状和现行教育的很多不同见解。《逃花园记》首印5000册，零售价22元，总码洋11万。

#### 销量
据“开卷排行榜”2010年2月份监测销量排行榜显示，李红豪的《逃花园记》以月销量超越10万的监测数字一举创造了开卷数据11年来纪实类图书的新纪录，是同时畅销在榜的热销图书《蜗居》的5倍之多。据开卷公司的工作人员称，这是开卷自1999年1月创制“开卷排行榜”以来，纪实类榜单11年第一次达到如此之高的销售监测数字，这一数字从另一个侧面印证了近两年纯文学和青春文学的讨论甚嚣尘上的原因。位列第二的是监测量5.6万的郭敬明的《小时代1.0》，位列第三的是监测量5.4万的张爱玲作品《小团圆》。